# Adelunga Toghi
Adelunga Toghi (rusky: гора Аделунга, nazývaná zkráceně Adelunga) je často označována jako nejvyšší hora Uzbekistánu. Nachází se na severovýchodě země v provincii Taškent a se svými 4301 m je zároveň nejvyšším vrcholem Pskemského pohoří.
Podle starších sovětských pramenů patří prvenství mezi nejvyššími vrcholy Uzbekistánu Štítu 22. sjezdu Komunistické strany (nyní Khazret Sultan) se 4643 m, který se nachází v pohoří Gissar na jihovýchodě země.